# 나디아 델라고
나디아 델라고(이탈리아어: Nadia Delago, 1997년 11월 12일~)는 이탈리아의 알파인 스키 선수이다. 2022년 동계 올림픽에서 여자 활강 동메달을 획득했다.

## 개인사
언니인 니콜 델라고 또한 알파인 스키 선수이다.